# Renzo Colzi
Renzo Colzi (* 8. November 1937 in Paris; † 26. Januar 2014 in Férolles-Attilly) war ein französischer Radrennfahrer.

## Sportliche Laufbahn
Colzi war Bahnradsportler und Teilnehmer der Olympischen Sommerspiele 1956 in Melbourne. Im 1000-Meter-Zeitfahren belegte er beim Sieg von Leandro Faggin den 16. Platz.
Colzi war zweifacher französischer Militärmeister im Bahnradsport.
1955 startete er bei den Mittelmeerspielen in Barcelona in zwei Disziplinen.